# Kathrin Wörle
Kathrin Wörle-Scheller (Lindau, 18 febbraio 1984) è un'ex tennista tedesca.

## Carriera
In carriera ha raggiunto una finale di doppio al Tashkent Open nel 2008, in coppia con la russa Nina Bratčikova, perdendo da Ioana Raluca Olaru e Ol'ga Savčuk per 7-5, 5-7, [7-10].
In Fed Cup ha disputato un totale di 2 partite, perdendole entrambe.

## Statistiche

### Doppio
| Legenda         |
| --------------- |
| Grande Slam (0) |
| WTA Finals (0)  |
| Tier I (0)      |
| Tier II (0)     |
| Tier III (0)    |
| Tier IV (1)     |
| Tier V (0)      |

#### Sconfitte (1)
| N. | Anno           | Torneo                  | Superficie | Compagna        | Avversarie in finale      | Punteggio        |
| 1. | 5 ottobre 2008 | Tashkent Open, Tashkent | Cemento    | Nina Bratčikova | Raluca Olaru Ol'ga Savčuk | 7-5, 5-7, [7-10] |

## Risultati in progressione
| Sigla | Risultato               |
| ----- | ----------------------- |
| V     | Vincitore               |
| F     | Finalista               |
| SF    | Semifinalista           |
| O     | Oro olimpico            |
| A     | Argento olimpico        |
| SF    | Bronzo olimpico         |
| QF    | Quarti di Finale        |
| 4T    | Quarto turno            |
| 3T    | Terzo turno             |
| 2T    | Secondo turno           |
| 1T    | Primo turno             |
| RR    | Round Robin             |
| LQ    | Turno di qualificazione |
| A     | Assente                 |
| ND    | Non disputato           |

| Legenda superfici    |
| -------------------- |
| Cemento              |
| Terra battuta        |
| Erba                 |
| Superficie variabile |

### Singolare nei tornei del Grande Slam
| Torneo          | 2006 | 2007 | 2008 | 2009 | 2010 | 2011 | 2012 | 2013 |
| --------------- | ---- | ---- | ---- | ---- | ---- | ---- | ---- | ---- |
| Australian Open | 1T   | A    | A    | 1T   | 1T   | 1T   | A    | A    |
| Open di Francia | A    | A    | A    | A    | A    | A    | A    | A    |
| Wimbledon       | A    | A    | A    | A    | A    | A    | A    | A    |
| US Open         | A    | A    | A    | A    | A    | A    | A    | A    |

### Doppio nei tornei del Grande Slam
| Torneo          | 2006 | 2007 | 2008 | 2009 | 2010 | 2011 | 2012 | 2013 |
| --------------- | ---- | ---- | ---- | ---- | ---- | ---- | ---- | ---- |
| Australian Open | A    | A    | A    | A    | A    | A    | A    | A    |
| Open di Francia | A    | A    | A    | A    | A    | A    | A    | A    |
| Wimbledon       | A    | A    | A    | A    | 1T   | A    | A    | A    |
| US Open         | A    | A    | A    | A    | A    | A    | A    | A    |

### Doppio misto nei tornei del Grande Slam
Nessuna partecipazione